# معادلات الجسم الساقط
معادلات جسم ساقط هي مجموعة من المعادلات تصف مسار جسم ساقط تحت تأثير جاذبية الأرض.

## التاريخ
انظر إلى تأثير كوريوليس.